# Zodarion tunetiacum
Zodarion tunetiacum là một loài nhện trong họ Zodariidae.
Loài này thuộc chi Zodarion. Zodarion tunetiacum được Embrik Strand miêu tả năm 1906.